# Labelle (ancienne circonscription fédérale)
Pour les articles homonymes, voir Labelle.
Labelle est une ancienne circonscription électorale fédérale située dans les régions des Laurentides et en Outaouais au Québec, représentée de 1896 à 1988.
La circonscription a été créée en 1892 à partir d'une partie de la circonscription du Comté d'Ottawa. Abolie en 1987, elle fut reditribuée parmi Laurentides et Pontiac—Gatineau—Labelle. 

## Géographie
En 1892, la circonscription de Labelle comprenait:
- Les paroisses de Notre-Dame-de-Bonsecours, Sainte-Angélique, Saint-André-Avellin
- Les villages de Montebello et de Thurso
- Les cantons de Lochaber, Buckingham, Portland, Derry, Mulgrave, Ripon, Villeneuve, Lathbury, Hartwell, Suffolk, Ponsonby, Wells, Bidwell, Preston, Addington, Amherst, Clyde, Labelle, Killaly, McGill, Dudley, La Minerve, Joly, Marchand, Loranger, Kiamika et Campbell

## Députés
1. 1896-1907 — Henri Bourassa, Libéral
2. 1907¹-1911 — Charles Beautrom Major, Libéral
3. 1911-1917 — Honoré Achim, Conservateur
4. 1917-1925 — Hyacinthe-Adélard Fortier, Libéral
5. 1925-1935 — Henri Bourassa, Indépendant (2)
6. 1935-1949 — Maurice Lalonde, Libéral
7. 1949-1953 — Henri Courtemanche, Progressiste-conservateur
8. 1953-1957 — Gustave Roy, Libéral
9. 1957-1960 — Henri Courtemanche, Progressiste-conservateur indépendant
10. 1960¹-1963 — Gaston Clermont, Libéral
11. 1963-1965 — Gérard Girouard, Crédit social
12. 1965-1968 — Gaston Clermont, Libéral
13. 1968-1970 — Léo Cadieux, Libéral
14. 1970¹-1984 — Maurice Dupras, Libéral
15. 1984-1988 — Fernand Ladouceur, Progressiste-conservateur

- ¹ = Élections partielles